# 林柳波
林 柳波（はやし りゅうは、1892年（明治25年）3月18日 - 1974年（昭和49年）3月27日）は、日本の童謡作詞家、詩人、薬剤師。兄は陸軍獣医少将の林里二。

## 人物
林柳波は1892年（明治25年）、群馬県沼田市に農家の三男として生まれた。本名は林照壽（てるとし）。一時、柴田姓を名乗ったこともある。早くから雑誌へ童謡詩の投稿を行う文学少年だった。13歳のとき、兄を頼って上京。1910年（明治43年）明治薬学校（現・明治薬科大学）を卒業。同年薬剤師の国家試験に合格すると、やがて明治薬学校の講師となった。
他方、1911年（明治44年）から東京本郷で薬局を開業。1916年（大正5年）に最初の結婚をしたが、翌年死別した。また、健康上の理由をきっかけに宗教・哲学にも興味を持ち、神霊万能を説く「健全哲学 (哲理療法)」の普及活動を行ったこともあった。
1919年（大正8年）1月13日、9つ年上の未亡人、日向（ひなた）きむ子と再婚。きむ子は大正3美人の1人として名高く、代議士日向輝武の妻で、社交界の花形だった。きむ子はその美貌を看板に化粧品の製造・販売も行っており、柳波は薬剤師として化粧品の改良に助言を行うことなどで、きむ子との繋がりを強めたと思われる。きむ子は夫輝武との間に既に6人の子があったが、輝武は疑獄事件（大浦事件）に巻き込まれ、1918年（大正7年）5月28日、狂死。夫の死から1年も経たぬうちの再婚は、夫の死で世間の同情を集めていたきむ子の評判を落とした。折りしも1月5日、愛人島村抱月を追って自殺した松井須磨子と比較されて一大スキャンダルとなったが、柳波は渦中のきむ子をよく支えた。柳波ときむ子は本郷にあったきむ子の化粧品店「瓢々堂」に新居を構え、2人の子をもうけた。
1918年（大正7年）、鈴木三重吉が創刊した『赤い鳥』を契機に童謡運動が盛んとなった。童謡の代表的詩人として知られる野口雨情の依頼により、林きむ子は1925年（大正14年）頃から童謡に振付けを行い、雑誌『金の星』に写真入り解説の掲載を始めた。これが縁となって、林柳波も雨情の影響で再び詩作を行うようになり、娘たちと共に公演旅行を行って「童謡舞踊」を広めたきむ子と共に、童謡運動に貢献した。
昭和に入ると童謡運動は下火となったが、柳波は詩集の出版を行う一方、1937年（昭和12年）、音楽著作権協会設立委員、文部省国民学校教科書芸能科編纂委員となった。当時文部省唱歌は作者名を公表しないことになっていた。柳波は、野口雨情の弟子、権藤花代の童謡詩『タナバタサマ』が選考に漏れたのを補作して委員会で再議し、採用された。これは後に、第二次世界大戦後、作者名が公表されるに及んで、林柳波が盗作疑惑を受ける原因となった。
レコード作家としての才能も開花させ、1929年（昭和4年）、ヒコーキレコードから「まぼろしの泉」で作詞家デビュー。その後、「ああ我が戦友」、「野営の夢」などの軍国物から、「田植歌」、「お六娘」などのオペラを幅広く作詞。
1945年（昭和20年）4月13日に空襲を受け、娘の療養先であった長野県上高井郡小布施村（現小布施町）に疎開。請われて地元の校歌や青年団歌、『小布施音頭』などを作詞し、小布施村公民館の初代館長（図書館長も兼任）にもなった。1949年（昭和24年）、帰京。しかし、このころから次第に妻きむ子と疎遠になり、他の女性との間に子ができるに至って別居。以後、きむ子に繋がる童謡関係者との交友を断った。
1950年（昭和25年）、明治薬科大学の図書館長に就任。以後も日本詩人連盟相談役、日本音楽著作権協会会員など、多くの公職を歴任した。1972年（昭和47年）、勲四等瑞宝章受章。
妻の林きむ子は、1967年（昭和42年）に死去。林柳波は1974年（昭和49年）に死去。1989年（平成元年）沼田市名誉市民に顕彰された。

## 主な作品

### 作詞
- 「うみ」（作曲:井上武士）
- 「うぐいす」（作曲:井上武士）
- 「おうま」（作曲:松島つね）
- 「ざんぶりこ」（作曲:宮原禎治）
- 「羽衣」（作曲:橋本國彦）
- 「スキーの歌」（作曲:橋本國彦）
- 「かくれんぼ」（作曲:下総皖一）
- 「長い道」（作曲:下総皖一）
- 「婆やのお家」（作曲:本居長世）
- 「あゝ我が戦友（軍歌）」

### 口語訳等
- 『春の小川』口語訳（原詞は高野辰之）
- 『たなばたさま』補詞（原詞は権藤花代)
- 『みなと (唱歌)』補詞（原詞は旗野十一郎）

### 団体歌
- 明治薬科大学学歌（作曲:古関裕而）
- 沼田市立升形小学校校歌 作詞（作曲:井上武士）[1]
- 横浜市立根岸小学校校歌 作詞（作曲:井上武士）
- 横浜市立戸部小学校校歌 作詞（作曲:井上武士）
- 長野市立下氷鉋小学校校歌 作詞（作曲:井上武士）
- 小布施村青年団歌（作曲:井上武士）
- 東京都板橋区立蓮根小学校校歌　作詞(作曲:河西一真)

## 著書
- (林照壽名義) 『無機化学要訣』 宮沢書店、1912年。
- (林照壽名義。藤井太吉との共著) 『新有機化学粋. 芳香体編,脂肪体編』 明治薬学校、1915年。
- (柴田照壽名義) 『受験記憶無機化学表解』 明治薬学校、1916年。
- (柴田照壽名義) 『薬剤師受験術』 宮沢書店、1917年。
- (柴田照壽名義。矢島襄二との共著) 『新製薬化学粋. 無機編,有機編』 明治薬学校、1917年-1918年。
- (林照壽名義) 『第四改正日本薬局方註解全集』 山百合庵書房、1921年。
- (林照壽名義) 『有機化学』 山百合庵書房、1924年。
- (林柳波名義) 『(詩集) 木蓮華』 秋山書房、1929年。
- (林照壽名義) 『黙示療法』 シンフオニー出版社、1931年。
- (林柳波名義) 『山彦』 京文社、1937年。
- (林柳波名義) 『剛堂恩田重信』 明友薬剤師会、1944年。